# Mirko Kokotović
Mirko Kokotović (Lukavac, 15 aprile 1913 – Zagabria, 15 novembre 1988) è stato un calciatore e allenatore di calcio jugoslavo, di ruolo centrocampista.

## Palmarès

### Giocatore
- Campionato jugoslavo: 3

1. HŠK Građanski Zagreb: 1936-1937, 1939-1940
Dinamo Zagabria: 1947-1948
- Prva hrvatska nogometna liga: 1

1. HŠK Građanski Zagreb: 1941, 1943
- Hrvatski nogometni kup: 1

1. HŠK Građanski Zagreb: 1941

### Allenatore
- Campionato turco: 1

Fenerbahçe: 1963-1964